# Ballophilus conservatus
Ballophilus conservatus är en mångfotingart som beskrevs av Chamberlin 1944. Ballophilus conservatus ingår i släktet Ballophilus och familjen Ballophilidae. Inga underarter finns listade i Catalogue of Life.